# 林鶚 (弘治進士)
林鹗（1464年—？），字横霄，直隶常州府江阴县人，军籍，明朝政治人物。

## 生平
應天府鄉試第八十八名舉人。弘治十二年（1499年）中式己未科會試第二百五十八名，二甲第七十四名進士。

## 家族
曾祖林阜。祖林巖。父林愷。母李氏，继母吴氏。具庆下。兄鵬（医学训科）。弟鸞、参、贊、匡、直。